# Lectoure
Lectoure este o comună în departamentul Gers din sudul Franței. În 2009 avea o populație de 3.766 de locuitori.

## Evoluția populației
| An        | 1975  | 1982  | 1990  | 1999  | 2006  | 2009  |
| --------- | ----- | ----- | ----- | ----- | ----- | ----- |
| Populație | 3.790 | 3.923 | 4.034 | 3.933 | 3.797 | 3.766 |